# Райн-Нойс
Райн-Нойс (нім. Rhein-Kreis Neuss) — район в Німеччині, в складі округу Дюссельдорф землі Північний Рейн-Вестфалія. Адміністративний центр — місто Нойс.

## Населення
Населення району становить 443850 осіб (2011).

## Адміністративний поділ
Район поділяється на 2 комуни (нім. Gemeinden) та 6 міст (нім. Städte):
| № | Комуна/ місто | Площа, км² | Населення, осіб (2011) | Центр       |
| - | ------------- | ---------- | ---------------------- | ----------- |
| 1 | Роммерскірхен | 60,1       | 12938                  | Ековен      |
| 2 | Юхен          | 71,9       | 22639                  | Нойкірхен   |
| 1 | Грефенбройх   | 102,5      | 63488                  | Грефенбройх |
| 2 | Дормаген      | 85,5       | 63019                  | Дормаген    |
| 3 | Карст         | 37,4       | 42162                  | Карст       |
| 4 | Коршенбройх   | 55,3       | 33022                  | Коршенбройх |
| 5 | Мербуш        | 64,4       | 54572                  | Мербуш      |
| 6 | Нойс          | 99,5       | 152010                 | Нойс        |

| Німеччина | Це незавершена стаття з географії Німеччини. Ви можете допомогти проєкту, виправивши або дописавши її. |

1. ↑  https://www.landesdatenbank.nrw.de/ldbnrw/online;jsessionid=FBC481AAC50656B8CA9E933111BC242A.ldb2?sequenz=tabelleErgebnis&selectionname=12411-31iz
2. ↑  https://www.destatis.de/DE/Themen/Laender-Regionen/Regionales/Gemeindeverzeichnis/Administrativ/04-kreise.html